# 高橋昌久
高橋 昌久（たかはし まさひさ、1983年（昭和58年） - ）は、日本の哲学者・著作家・翻訳家である。
主に電子出版で、プラトンの作風を模した対話篇、西欧古典作品の翻訳・翻案を行っている。

## 高橋昌久とモーム
高橋はサマセット・モームを数ある作家の中で特に好んでいる。特に『読書案内』という文学案内の小作品を愛読しており、彼が翻訳した作品群においてそこで挙げられている作品が、廃刊の作品・未邦訳の作品を軸にして幾つか選ばれている。具体的には『センチメンタル・ジャーニー』（マテーシス古典翻訳シリーズⅠ）、『回想録』（同Ⅶ）、アメリカ人（同Ⅸ）、『ミルトン伝・スウィフト伝』（『イギリス詩人伝』より 同ⅩⅣ）、『テーブルトーク』（同ⅩⅧ）、『イギリス的国民性』（同ⅩⅨ）、『オレゴン・トレイル』（同ⅩⅩⅠ）、『生きとし生ける者の道』（同ⅩⅩⅨ）である。　更にモーム自身の作品としても、翻訳されて以来70年近く新訳のなかった『彩られしヴェール』（The Painted Veil 文芸社）の翻訳も2024年に出版している。

## 著書
- 『マテーシス』幻冬舎 2016 ISBN 978-4344974142
- 『心言集』幻冬舎 2016 ISBN 978-4344910744
- 『古典bot ~140字で読む文学・哲学~ 上巻』文芸社 2018 ISBN 978-4286193960
- 『古典bot ~140字で読む文学・哲学~ 下巻』文芸社 2019 ISBN 978-4286194103
- 『プラトンとマテーシスとソクラテスと―上巻―』文芸社 2020 ISBN 978-4286209715
- 『プラトンとマテーシスとソクラテスと―下巻―』文芸社 2020 ISBN 978-4286209722
- 『私の、『読書案内』』京緑社 2020 ISBN 978-4-909727-18-3
- 『マテーシス: 学を愛する者』京緑社 2021 ISBN 978-4-909727-20-6
- 『心言集II』京緑社 2021
- 『マテーシス流 バカロレア解答例集』京緑社 2021 ISBN 978-4909727251
- 『続・文体練習』文芸社 2022 ISBN 978-4286237831
- 『哲学実験の試み』京緑社 2022
- 『メトリオス』京緑社 2023

## 翻訳
- サマセット・モーム 『レッド——赤毛——』京緑社 2019 ISBN 978-4909727077
- ピエール・コルネイユ 『ル・シッド』京緑社 2020 ISBN 978-4909727138
- サマセット・モーム 『彩られしヴェール』文芸社 2024 ISBN 978-4286243733

### 京緑社「マテーシス古典翻訳シリーズ」
オンデマンド版もしくは電子出版（Kindle版）での、英仏独の古典文学・哲学作品の翻訳シリーズ。
- I: ローレンス・スターン 『センチメンタル・ジャーニー』(Sentimental Jurney)京緑社(以下略) 2020 ISBN 978-4909727213
- II: フランソワ＝ルネ・ド・シャトーブリアン 『『アタラ』・『ルネ』』(Atala et René) 2021 ISBN 978-4909727220
- III: ヨハン・ゴットフリート・ヘルダー 『人間形成に関する私なりの歴史哲学』(Auch eine Philosophie der Geschichte zur Bildung der Menschheit) 2021 ISBN 978-4909727244
- IX: ヘルマン・ヘッセ 『ヘッセの読書案内』 2021 ISBN 978-4909727282
- V: シャルル＝ルイ・ド・モンテスキュー 『快に関する試論』(Essai sur le goût)  2021 ISBN 978-4909727312
- VI: サミュエル・ジョンソン 『王子ラセラス、幸福への彷徨』(The History of Rasselas, Prince of Abissinia) 2021
- VII: エドワード・ギボン 『回想録』(Memoirs of My Life) 2021
- VIII: アルトゥール・ショーペンハウアー 『負けない方法、他二編』(Die Kunst, Recht zu Behalten) 2022
- IX: ヘンリー・ジェイムズ 『アメリカ人(上・下)』(The American) 2022
- X: フーゴ・フォン・ホフマンスタール 『アンドレアス』(Andreas) 2022
- XI: アンドレ・ジッド 『大地の糧』(Les nourritures terrestres) 2022
- XII: アルトゥール・ショーペンハウアー 『女について』(Über die Weiber) 2022
- XIII: アルフォンス・ドーデ他 『短編繡』 2022
- XIV: サミュエル・ジョンソン 『ミルトン伝・スウィフト伝』 2022
- XV: プロスペル・メリメ 『コロンバ』 2022
- XVI: ヘンリー・シンジョン (初代ボリングブルック子爵) 『亡命に寄せる省察』 2022
- XVII:ルートヴィヒ・ティーク 『ブロンドのエックベルト・人生の余剰』 2023
- XVIII:ウィリアム・ハズリット 『テーブルトーク（上・下）』 2023
- XIX:ラルフ・ウォルドー・エマソン 『イギリス的国民性』 2023
- XX:アルトゥール・ショーペンハウアー 『エッセイ・哲学小品集（I）』 2023
- XXI:フランシス・パークマン 『オレゴン・トレイル（上・下）』 2023
- XXII:オノレ・ド・バルザック 『無神論者のミサ、ラ・ヴォンデタ』 2023
- XXIII:ゴットフリート・ケラー 『馬子にも衣装』 2023
- XXIV:オクターヴ・ミルボー 『メイドの日記』 2023
- XXV:テオドール・シュトルム 『みずうみ、ハンスとハインツ・キルヒ』 2023
- XXVI:フリードリヒ・シェリング 『サモトラキの神々』 2024